# Listă de cascade din România
Aceasta est o listă de cascade din România:
A
B
- Bâlea
- Beușniței
- Bigăr
- Bolovăniș
- Buciaș

C
- Cailor
- Ciucaș
- Covătari

D
- Duruitoarea

L
- Lotrișor

M
- Miss
- Mișina
- Moara Dracului
- Moceriș

O
- Obârșia Ialomiței
- Oselu

P
- Pișoaia
- Pruncea
- Putnei

R
- Răchițele

Ș
- Șerbota
- Șipote

T
- Tamina
- Toplița

U
- Urlătoarea

V
- Valea Spumoasă
- Văii Rele
- Vârciorog

Z
- Zbuciumatu

## Legăturiexterne
- Locuri din România: Cascade Arhivat în 8 decembrie 2015, la Wayback Machine.